# Diocesi di Tubia
La diocesi di Tubia (in latino: Dioecesis Tubiensis) è una sede soppressa e sede titolare della Chiesa cattolica.

## Storia
Tubia, forse identificabile con le rovine di henchir-Toubia nell'odierna Algeria, è un'antica sede episcopale della provincia romana della Mauritania Cesariense.
Unico vescovo conosciuto di questa diocesi africana è il cattolico Felice, che prese parte alla conferenza di Cartagine del 411, che vide riuniti assieme i vescovi cattolici e donatisti dell'Africa romana.
Dal 1933 Tubia è annoverata tra le sedi vescovili titolari della Chiesa cattolica; la sede è vacante dal 16 luglio 2021.

## Cronotassi

### Vescovi
- Felice † (menzionato nel 411)

### Vescovi titolari
- Pierre-Jean-Marie-Louis Peurois, O.F.M. † (25 maggio 1936 - 13 marzo 1959 deceduto)
- Alfred Bengsch † (2 maggio 1959 - 16 agosto 1961 nominato vescovo di Berlino)
- Théophile Mbemba † (11 novembre 1961 - 23 maggio 1964 succeduto arcivescovo di Brazzaville)
- Juozapas Pletkus † (8 novembre 1967 - 29 settembre 1975 deceduto)
- Otto Wüst † (27 novembre 1975 - 21 settembre 1982 confermato vescovo di Basilea)
- Dominik Hrušovský † (18 dicembre 1982 - 27 luglio 2016 deceduto)
- José Cayetano Parra Novo, O.P. (11 novembre 2016 - 16 luglio 2021 nominato vescovo di Santa Rosa de Lima)